# Mary Joe Fernández
Mary Joe Fernández Godsick (rojena kot María José Fernández), ameriška tenisačica, * 19. avgust 1971, Santo Domingo, Dominikanska republika.
Mary Joe Fernández se je med posameznicami trikrat uvrstila v finale turnirjev za Grand Slam, leta 1990 jo je na turnirju za Odprto prvenstvo Avstralije premagala Steffi Graf, leta 1992 na istem turnirju Monika Seleš in leta 1993 na turnirju za Odprto prvenstvo Francije ponovno Steffi Graf. Na turnirjih za Odprto prvenstvo Anglije se je najdlje uvrstila v polfinale leta 1991, kot tudi na turnirjih za Odprto prvenstvo ZDA v letih 1990 in 1992. V konkurenci ženskih dvojic je sedemkrat zaigrala v finalih turnirjev za Grand Slam, od tega je dvakrat zmagala, leta 1991 na turnirju za Odprto prvenstvo Avstralije skupaj s Patty Fendick in leta 1996 na turnirju za Odprto prvenstvo Francije skupaj z Lindsay Davenport. V letih 1992 in 1996 je nastopila na poletnih olimpijskih igrah, kjer je obakrat osvojila naslov olimpijske prvakinje v ženskih dvojicah s sestrično Gigi Fernández, leta 1992 pa še bron med posameznicami.

## Finali Grand Slamov

### Posamično (3)

#### Porazi (3)
| Leto | Turnir                      | Nasprotnica v finalu | Rezultat finala |
| 1990 | Odprto prvenstvo Avstralije | Steffi Graf          | 6–3, 6–4        |
| 1992 | Odprto prvenstvo Avstralije | Monika Seleš         | 6–2, 6–3        |
| 1993 | Odprto prvenstvo Francije   | Steffi Graf          | 4–6, 6–2, 6–4   |

### Ženske dvojice (7)

#### Zmage (2)
| Leto | Turnir                      | Partnerica        | Nasprotnici v finalu             | Rezultat finala |
| 1991 | Odprto prvenstvo Avstralije | Patty Fendick     | Gigi Fernández Jana Novotná      | 7–6(4), 6–1     |
| 1996 | Odprto prvenstvo Francije   | Lindsay Davenport | Gigi Fernández Natalija Zverjeva | 6–2, 6–1        |

#### Porazi (5)
| Leto | Turnir                      | Partnerica        | Nasprotnici v finalu                  | Rezultat finala |
| 1989 | Odprto prvenstvo ZDA        | Pam Shriver       | Hana Mandlíková Martina Navratilova   | 5–7, 6–4, 6–4   |
| 1990 | Odprto prvenstvo Avstralije | Patty Fendick     | Jana Novotná Helena Suková            | 7–6(5), 7–6(6)  |
| 1992 | Odprto prvenstvo Avstralije | Zina Garrison     | Arantxa Sánchez Vicario Helena Suková | 6–4, 7–6(3)     |
| 1996 | Odprto prvenstvo Avstralije | Lindsay Davenport | Chanda Rubin Arantxa Sánchez Vicario  | 7–5, 2–6, 6–4   |
| 1997 | Odprto prvenstvo Francije   | Lisa Raymond      | Gigi Fernández Natalija Zverjeva      | 6–2, 6–3        |